# Anabi, Shahpur
Anabi là một làng thuộc tehsil Shahpur, huyện Gulbarga, bang Karnataka, Ấn Độ.